# Дьяков, Василий Владимирович
Василий Владимирович Дьяков (1897, Острогожск, Воронежская губерния, Российская империя, — 5 октября 1936, Москва, СССР) — советский партийный деятель.

## Биография
Член РСДРП(б) с 1915 года. С 1920 года на советской работе в Воронеже и Ставрополье.
С 1923 года заведующий организационным отделом Витебского губернского комитета РКП(б), затем заведующий организационным отделом ЦБ КП(б)Б.
С 4 февраля 1924 года — член Временного Белорусского бюро ЦК РКП(б), а с 9 февраля — член его Президиума. С 22 февраля одновременно заведующий агитационно-пропагандистским отделом Временного Белорусского бюро ЦК РКП(б).
В мае на XIII конференции КП(б)Б Дьяков был избран в состав Секретариата и Бюро ЦК. На него были возложены также обязанности заведующего агитационно-пропагандистским отделом и отделом печати ЦК.
С 14 ноября 1924 года — заведующий организационно-распределительным отделом ЦК КП(б)Б.
В сентябре 1925 года переведен на должность ответственного секретаря Якутского областного комитета РКП(б)-ВКП(б).
В январе 1926 года назначен заведующим организационно-распределительным отделом Сибирского краевого комитета ВКП(б). В 1928—1930 годах начальник отдела Всесоюзного Совета сельскохозяйственных коллективов СССР.
С 1931 года работал начальником управления изысканий и проектирования строительства канала Москва — Волга.
В 1935 году исключён из ВКП(б) и снят с должности.
Арестован 8 сентября 1936 года, расстрелян 5 октября.
Посмертно реабилитирован Военной коллегией Верховного Суда СССР 21 декабря 1957 года.